# Maurice Léturgie
 (janvier 2019).
Si vous disposez d'ouvrages ou d'articles de référence ou si vous connaissez des sites web de qualité traitant du thème abordé ici, merci de compléter l'article en donnant les références utiles à sa vérifiabilité et en les liant à la section « Notes et références ».
Maurice Léturgie, né le 8 novembre 1886 à Lille et mort le 24 novembre 1959 à Tourcoing, est un coureur cycliste français. Professionnel de 1906 à 1914, il a notamment remporté le Grand Prix de l'Escaut en 1907.

## Palmarès
- 1905
  - Roubaix-Béthune-Tourcoing
  - 2e du championnat de France sur route amateurs
- 1906
  - Hesdin-Saint-Pol-Hesdin
- 1907
  - Grand Prix de l'Escaut
  - Heuseux-Bastogne-Heuseux
  - Paris-Épernay
- 1908
  - Bierwart-La Hulpe
- 1911
  - Tour du Hainaut
  - Paris-Épernay
  - 2e de Bruxelles-Oupeye
  - 3e du Tour de Belgique
  - 9e de Paris-Roubaix
- 1912
  - Paris-Honfleur
  - Tour du Hainaut
  - 3e de Paris-Roubaix
  - 8e de Paris-Tours

## Résultats sur le Tour de France
3 participations
- 1911 : abandon (1re étape)
- 1912 : abandon (5e étape)
- 1913 : abandon (5e étape)